# Zunzgen
Zunzgen (gsw. Zunzge) – gmina (niem. Einwohnergemeinde) w północnej Szwajcarii, w kantonie Bazylea-Okręg, w okręgu Sissach. 31 grudnia 2020 roku liczyła 2 616 mieszkańców. Przez gminę przebiega autostrada A2.